# Neithotep
Neithotep var en drottning under Egyptens första dynasti. Namnet 'Neithhotep' betyder "gudinnan Neith är nöjd". Hon har kallats den första kvinnan i historien vars namn är känt.  Hon troddes länge vara gift med farao Narmer och med honom grundare av Egyptens första dynasti. Senare forskning har i stället identifierat henne som gift med farao Aha och mor till farao Djer. Hon ska ha under en tid ha regerat Egypten, antingen som regent för sin omyndige son eller som monark i eget namn, något som gör henne till den första kända kvinnliga härskaren i historien. 

## Biografi

### Neithotep som Narmers gemål
Enligt gamla teorier var Neithotep Narmers gemål och mor till Aha.
Neithoteps dynastiska giftermål med Narmer, vilket representerar början av den tidiga dynastiska tiden, cirka 3200 f.Kr., och föreningen av Nedre och Övre Egypten, kan vara avbildat på Narmers stridsklubba.  Enligt denna var Neithotep ursprungligen en prinsessa från Nedre Egypten, före giftermålet med Narmer från Övre Egypten.

### Neithotep som Ahas gemål
Enligt en annan teori föreslår var Neithotep gift med farao Aha, och mor till Benerib och farao Djer.  
Arkeologiska kvarlevor visar att Neithotep efterlämnade sigill av ett slag som annars reserverades för faraoner. Hon hade ett gravmonument byggd på ett sätt som annars reserverades för manliga härskare: utöver henne hade enbart Merneith, en drottning som också förmodas ha regerat i någon form, ett liknande monument.  Neithotep ska också ha beordrat en expedition till Wadi, en regeringshandling som normalt endast en officiell regent hade rätt till. Det förekommer också ett interregnum i tideräkningen mellan Ahas och Djers regeringsperioder.  Detta har lett till bedömningen att Neithotep kan ha regerat i någon form mellan Aha och Djer, möjligen som förmyndarregent för Djer.

### Arkeologi
Neithoteps namn har hittats på flera ställen:
- Lerinsegling i kryptan i Naqada med Ahas och Neithoteps namn.[2][6]
- Lerinsegling med endast Neithoteps namn, också den från den kungliga kryptan i Naqada. Några av dessa finns nu i Egyptiska museet i Kairo.[7]
- Två vaser med inskriptioner som på hittades i Djers krypta; Djer var Neithoteps barnbarn.[8]
- Elfenbensfragment med Neithoteps namn upptäcktes i gravar nära Djers begravningskomplex.[6]
- Ett vasfragment i alabaster som hade inskriptionen 'Neithotep' hittades i närheten av kungagravarna i Umm el-Qaab.[9]
- På etiketter från Helwan.[2]

Hennes titlar var: ḫntỉ (Främst bland kvinnor), sm3ỉ.t nb.tỉ (de Två Damernas gemål). Båda dessa titlar gavs till drottningar under den första dynastin.